# Adriana
Adriana, rod grmova iz porodice mlječikovki kojemu pripadaju dvije endemske vrste iz Australije.

## Vrste
1. Adriana quadripartita (Labill.) Müll.Arg.
2. Adriana urticoides (A.Cunn.) Guymer ex P.I.Forst.

## Sinonimi
- Meialisa Raf.
- Trachycaryon Klotzsch